# Chilum
Chillum é como é conhecido o cone vazado, normalmente feito de cerâmica ou pedra, de tamanho variável e usado para fumar o haxixe, ou Charas como é chamado na Índia. Esta substância é colocada na extremidade mais larga do cone. O chillum é muito utilizado na Índia em rituais de adoração ao deus Shiva, pelos Sadhus, homens santos. É utilizado na posição vertical, sendo a ponta normalmente revestida em algum tipo de tecido a fim de evitar o contato direto da boca com o chillum.
A religião que se utiliza dele é o Shivaísmo.